# Een heel gelukkig kerstfeest
Een heel gelukkig kerstfeest is een single van de Bonnie St. Claire, Ronnie Tober, Ciska Peters, Nico Haak, Willeke Alberti, Harmen Veerman en Ome Jan uit 1975. 

## Achtergrond
Een heel gelukkig kerstfeest is geschreven door Peter Koelewijn, Nico Haak en Arie Lopikerwaard en geproduceerd door Koelewijn. Laatstgenoemde kwam ook met het idee voor het project. Alle zingende artiesten stonden onder de productiemaatschappij van Koelewijn, Born Free, onder contract en de opname van dit nummer was een verplichting van hun contract. Het lied bevat samples van Jingle Bells.

## Hitnoteringen
Het deed het tijdens de kerstdagen van 1975 redelijk in de hitlijsten. In de Nederlandse Top 40 werd de tiende plaats behaald en stond het drie weken in de lijst. In de Nationale Hitparade stond het maar een week, maar stond het in die week wel op de twaalfde positie.

## Covers
Er zijn meerdere covers van het lied bekend. In 1977 was er een Duitstalige cover met de titel Wir wünschen frohe Weihnachten gezongen door Nina Lizell, Roberto Blanco, Jerry Rix, Chris Roberts, Martin Mann, Anne-Karin en Teddy Parker en in 2016 was er een cover van De Toppers met dezelfde titel als het origineel. Beide covers behaalde de hitlijsten niet.